# Trump International Hotel Las Vegas
Trump International Hotel Las Vegas (Trump Tower Las Vegas) är ett hotell i Paradise i Las Vegas, Nevada i USA som ägs av Phil Ruffin och Trump Organization. Det ligger alldeles intill Las Vegas Strip.
År 2002 lanserade Donald Trump byggprojektet. Byggnaden ritades av den amerikanska arkitekten Joel Bergman, och stod färdig i mars 2007. Hotellet öppnade den 31 mars 2008. Byggnadens exteriör omsluts av 24 karat guld.
Donald Trump har en privat takvåning på 61:e våningen.